# 幽公 (晋)
幽公（ゆうこう、生年不詳 - 紀元前416年）は、中国の春秋時代の晋の君主。姓は姫、名は柳。

## 生涯
晋の哀公の子として生まれた。紀元前434年、哀公が死去すると、後を嗣いで幽公が晋公として即位した。幽公のときには、以前とは逆に韓・趙・魏の君主のもとに朝見に赴く立場となっていた。紀元前421年、幽公は魯の季孫と楚丘で会合した。魯が葭密を奪って、ここに築城した。紀元前416年、幽公はひそかに夜間に邑中に出て、婦人と淫行に及んでいたが、このときに盗賊に殺害された。子の烈公が晋公として即位した。